# Le Consentement (film)
Pour les articles homonymes, voir Le Consentement.
Pour plus de détails, voir Fiche technique et Distribution.
Le Consentement est un film franco-belge réalisé par Vanessa Filho, sorti en 2023.
Adaptation cinématographique du récit autobiographique de Vanessa Springora portant le même titre, le film reçoit un accueil favorable d'un public jeune. Après cinq semaines de diffusion il comptabilise plus de 500 000 entrées.

## Synopsis
Le film raconte la relation d’emprise entre Vanessa Springora et l’écrivain pédophile Gabriel Matzneff au milieu des années 1980. Alors âgée de 14 ans, Vanessa devient l’amante du quinquagénaire manipulateur.
Le film dénonce aussi la complicité passive voire la « protection » dont a bénéficié Gabriel Matzneff auprès du « milieu intellectuel parisien », alors qu'il s'affichait ouvertement comme pédophile dans ses ouvrages et dans les médias.
Il s'agit de l'adaptation cinématographique du livre éponyme de Vanessa Springora.

## Fiche technique
Sauf indication contraire, les informations mentionnées dans cette section peuvent être confirmées par les bases de données cinématographiques IMDb et Allociné,  présentes dans la section « Liens externes ».
- Titre français : Le Consentement
- Réalisation : Vanessa Filho
- Scénario : Vanessa Filho avec la collaboration de Vanessa Springora et François Pirot[4], d'après le livre de Vanessa Springora
- Musique : Olivier Coursier et Audrey Ismael
- Photographie : Guillaume Schiffman
- Montage : Marion Monestier et Sophie Reine
- Décors : Edwige Le Carquet
- Costumes : Carine Sarfati
- Production : Carole Lambert et Marc Missonnier
- Sociétés de production : Moana Films et Windy Production[4], en coproduction avec Panache Productions, La Compagnie Cinématographique, France 2 Cinéma et Les Films du Monsieur, en association avec la SOFICA SofiTVciné 10
- Sociétés de distribution : Pan-Européenne, SND International (France)[4] Anga Distribution (Belgique)
- Budget : 3,7 millions d'euros[5]
- Pays de production :  France (80%),  Belgique (20%)[6]
- Langue originale : français
- Format : couleurs
- Genre : drame
- Durée : 118 minutes
- Date de sortie :
  - France et Belgique : 11 octobre 2023
- Classification :
  - France : interdit aux moins de 12 ans avec avertissement lors de sa sortie en salles

## Distribution
Sauf indication contraire, les informations mentionnées dans cette section peuvent être confirmées par les bases de données cinématographiques IMDb et Allociné,  présentes dans la section « Liens externes ».

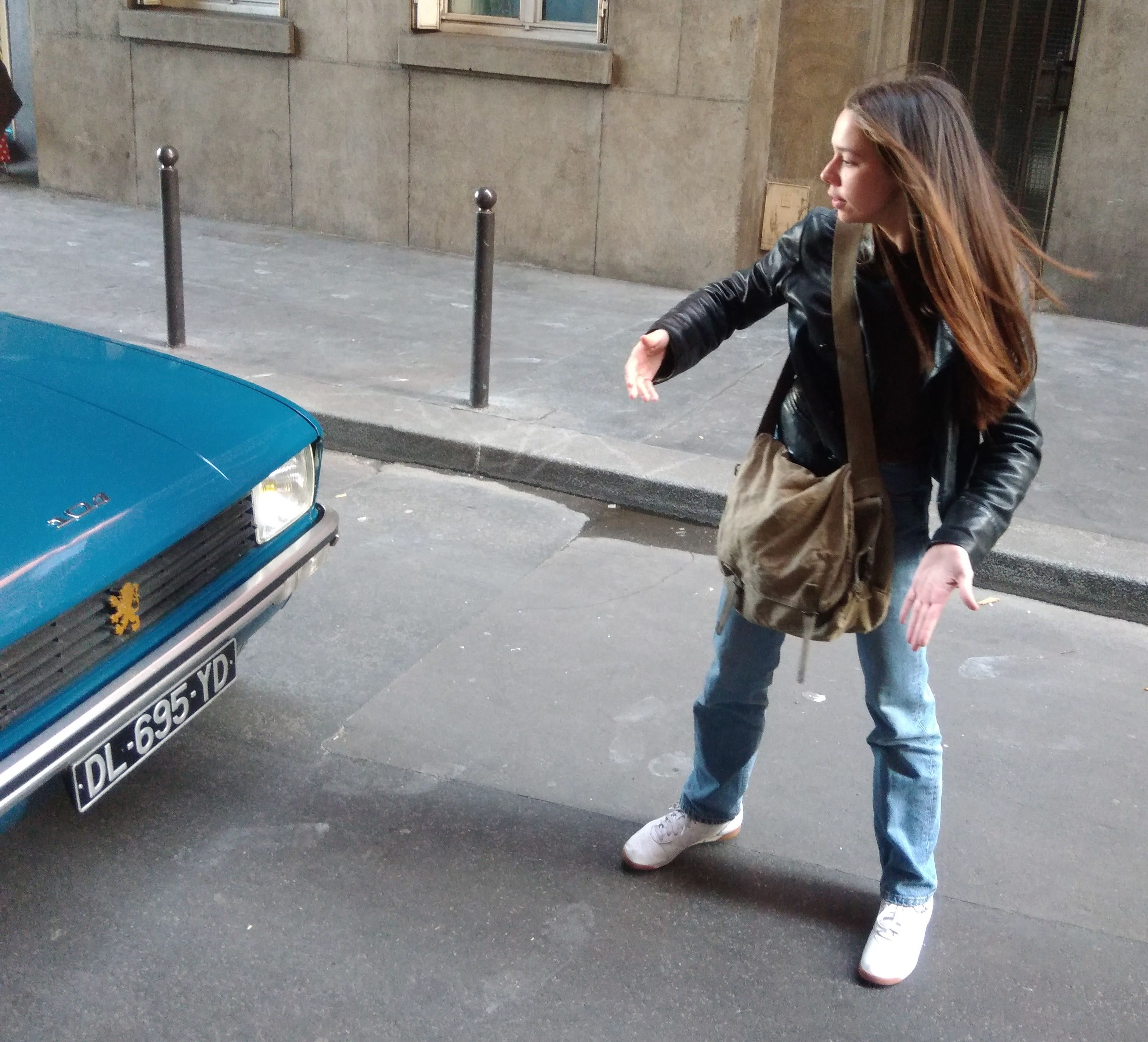
Kim Higelin sur le tournage du film.

- Kim Higelin : Vanessa Springora adolescente
- Jean-Paul Rouve : Gabriel Matzneff
- Laetitia Casta : la mère de Vanessa
- Élodie Bouchez : Vanessa Springora en 2013
- Jean Chevalier : Youri
- Lolita Chammah : la meilleure amie de la mère de Vanessa
- David Clavel : Michel
- Agathe Dronne : Christiane, lors du dîner en 1985
- Christophe Grégoire : Bernard, lors du dîner en 1985
- Doby Broda : Muriel, lors du dîner en 1985
- Benjamin Gomez : le libraire
- Irène Ismaïloff : la concierge
- Anne Loiret : la professeure de latin
- Lilas-Rose Gilberti : Camille
- Tanguy Mercier : Julien
- Selma Tamiatto : Clothilde
- Lou-Ann Trabaud : Agnès
- Héloïse Bresc : Audrey
- Eloi Léger : Nico
- Ferdinand Redouloux : Corentin
- Manon Le Bail : Eva
- Donovan Fouassier : Olivier
- Raphael Romand : Ronnie
- Victor Fruhinsholz : Samuel
- Noam Morgensztern : Jean-Didier Wolfromm
- Félicien Juttner : l'amant de la mère de Vanessa
- Julien Bensenior : le pianiste de l'anniversaire
- Marie-Christine Letort : Isabelle, lors du dîner à la brasserie
- Christophe Kourotchkine : Éric, lors du dîner à la brasserie
- Alain Fromager : Alain, lors du dîner à la brasserie
- Sébastien Pouderoux : le père de Vanessa
- Manuel Durand : le gynécologue
- Miglen Mirtchev : Emil Cioran
- Françoise Gazio : Simone Boué, l'épouse de Cioran
- Anne Benoît : la professeure de français
- Juliette Gasquet : Cécile
- Lorys Thévenet : Justin
- Malvina Héraud : l'enquêtrice de la brigade des mineurs
- Félix Kysyl : l'enquêteur de la brigade des mineurs
- David Sighicelli : le médecin de Gabriel
- Gérald Maillet : le directeur d'antenne
- Philippe Briouse : le présentateur d'émission
- Lilea Le Borgne : la jeune admiratrice de Gabriel
- Sandy Afiuni : Julie
- Mado Jouannet : l'amie de Julie
- Noé Guery : l'ami de Julie
- Josiane Pinson : Marie, lors du dîner en 2013
- Francis Lombrail : Olivier, lors du dîner en 2013
- Marie Rémond : Anne, lors du dîner en 2013
- Nicolas Bridet : Alexandre, lors du dîner en 2013

## Production
Le tournage a lieu du 16 mai au 30 juin 2022 et bénéficie d'un budget de 3,7 millions d'euros.

## Accueil

### Critiques
L'avis de la critique est divisé sur le film. Selon Michel Guerrin, rédacteur en chef du Monde, c'est en particulier « la façon de filmer le sexe, qui a tant divisé la critique ».
Pour Sabine Gorny de France Info, Vanessa Filho reprend la trame du livre et réussit « à décortiquer le mécanisme de l’emprise et les techniques de manipulation du prédateur » Gabriel Matzneff. Pour Jérôme Vermelin de LCI : la réalisatrice « donne une nouvelle dimension au malaise qu’on pouvait ressentir en parcourant le livre de Vanessa Springora ». Avec Le Consentement, Kim Higelin qui joue l'adolescente sera candidate au futur César de la révélation féminine.
Par contre, selon Les Inrockuptibles la grande faiblesse du film est un manque de cohérence formelle et une réflexion non aboutie sur une question esthétique très délicate tandis que Libération critique un film truffé d’outrances et d’archétypes pénibles, délesté de la finesse du texte original, inspirant le malaise.

### Box-office
Après des débuts difficiles, Le Consentement réalise une carrière en salles atypique qui s’explique notamment par une mobilisation en sa faveur d'un public jeune, soutenue par le « bouche-à-oreille » sur TikTok,. Les entrées suivent une croissance exponentielle alors qu'en général le nombre d'entrées d'un film s'essouffle dans le temps. Ainsi en octobre, en troisième semaine d'exploitation, son score au box office triple. Après quatre semaines de diffusion, 418 186 entrées sont comptabilisées au 8 novembre 2023.
Il passe le cap symbolique du demi million de spectateurs au bout de sa cinquième semaine en salles, remontant même en 9e place du box-office hebdomadaire avec 504 640 entrées cumulées à la date du 14 novembre 2023.
| Pays ou région | Box-office      | Date d'arrêt du box-office | Nombre de semaines |
| -------------- | --------------- | -------------------------- | ------------------ |
| France         | 616 851 entrées | 19 décembre 2023           | 10                 |
| Total mondial  | -               | -                          | -                  |

## Distinctions

### Nominations
- César 2024[17] :
  - Révélation féminine pour Kim Higelin
  - Meilleure adaptation pour Vanessa Filho, Vanessa Springora et François Pirot